# Мишуткино (Вологодская область)
Мишуткино — деревня в Сокольском районе Вологодской области.
Входит в состав Двиницкого сельского поселения, с точки зрения административно-территориального деления — в Двиницкий сельсовет.
Расстояние по автодороге до районного центра Сокола — 39 км, до центра муниципального образования Чекшина — 1 км. Ближайшие населённые пункты — Шадрино, Окуловское, Новый, Горка, Карповское, Чекшино.
По переписи 2002 года население — 12 человек.